# Giacca Blu
Giacca Blu, o Weyapiersenwah (1743 – 1810), è stato un capo guerriero dei nativi Shawnee, famoso per la difesa delle terre Shawnee nel territorio dell'Ohio.
Forse il più importante capo nativo della guerra indiana del Nord-Ovest, in cui una confederazione indiana combatté molte battaglie con i neonati Stati Uniti d'America, fu un importante predecessore del famoso capo Shawnee Tecumseh.

## Gioventù
Si conosce poco della sua gioventù. Appare la prima volta nelle fonti scritte nel 1773, quando era già adulto e capo guerriero. In quell'anno, un missionario britannico visitò i villaggi Shawnee posti lungo il fiume Scioto e rilevò la posizione della città di Giacca Blu sul Deer Creek (attuale contea di Ross).

## Lotta per il territorio del nord-ovest
Blue Jacket partecipò alla guerra di Lord Dunmore e alla guerra d'indipendenza americana (alleato dei britannici), tentando sempre di conservare i diritti sulla terra Shawnee. A causa della sconfitta britannica nella guerra di indipendenza, gli Shawnee persero sostegno nella difesa del territorio dell'Ohio. La lotta si inasprì quando fu creato un insediamento bianco in Ohio, e Giacca Blu divenne un famoso capo della resistenza.
Il 3 novembre 1791, l'esercito di una confederazione indiana, guidata da Giacca Blu e dal capo Miami Piccola Tartaruga, sconfisse la spedizione americana di Arthur St. Clair, governatore del Territorio del nord-ovest. Lo scontro, noto come battaglia del Wabash o sconfitta di St. Clair, fu il culmine della carriera militare di Giacca Blu e rappresentò la più severa sconfitta inflitta agli Stati Uniti d'America dai nativi americani. I tradizionali resoconti della battaglia tendono a dare più meriti, per la vittoria, a Piccola Tartaruga. John Sugden sostiene che l'importanza attribuita a Piccola Tartaruga sia dovuta soprattutto all'autopromozione che si concesse negli anni successivi.
Il trionfo di Giacca Blu fu breve. Gli Americani seppero del disastro di St. Clair e reclutarono un esercito professionista comandato dal generale Anthony Wayne. Il 20 agosto 1794, l'esercito confederato di Giacca Blu si scontrò con Wayne nella battaglia di Fallen Timbers, poco a sud dell'attuale Toledo (Ohio). Giacca Blu fu sconfitto e obbligato a firmare il trattato di Greenville, il 3 agosto 1795, col quale cedeva buona parte dell'odierno Ohio agli Stati Uniti d'America.
Nel 1805 Giacca Blu firmò anche il trattato di Fort Industry, con cui rinunciava a un'altra parte di Ohio. Negli ultimi anni della sua vita si assistette all'ascesa di Tecumseh, che in futuro avrebbe preso le redini del suo popolo reclamando le terre Shawnee Ohio.

## Leggenda di Van Swearingen
Nel 1877, trascorsi decenni dalla morte di Giacca Blu, fu pubblicata una storia secondo la quale Giacca Blu sarebbe stato in realtà un bianco di nome Marmaduke Van Swearingen, catturato e adottato dagli Shawnee negli anni '70 del XVIII secolo, durante la guerra d'indipendenza americana. Questa storia fu resa famosa dai romanzi storici scritti da Allan Wesley Eckert alla fine degli anni sessanta. Un'opera di teatro all'aperto, basata sulla storia di Van Swearingen, intitolata Blue Jacket, White Shawnee War Chief, fu rappresentata a Xenia (Ohio) all'inizio del 1981. L'ultimo spettacolo fu tenuto nel 2007.
A partire dallo storico Helen Hornbeck Tanner nel 1978, molti studiosi hanno sostenuto come improbabile l'identità tra le persone di Giacca Blu e Van Swearingen. Secondo i registri storici, Giacca Blu era molto più vecchio di Marmaduke Van Swearingen ed era già un capo all'epoca in cui si fa risalire la cattura di Van Swearingen. Inoltre, nessuno di quelli che conoscevano Giacca Blu lasciò tracce scritto del fatto che fosse un bianco. Secondo il suo biografo, John Sugden, Giacca Blu era senza dubbio Shawnee per nascita.
Il test del DNA sui discendenti di Giacca Blu e Van Swearingen ha dato ulteriore smentita alla pretesa identità dei due personaggi. Dopo un primo test effettuato nel 2000, il risultato di una prova del DNA svolta con macchinari più avanzati fu pubblicato nel settembre 2006 sul The Ohio Journal of Science. I ricercatori sottoposero a prove campioni di DNA prelevati dai discendenti di Charles Swearingen, fratello di Marmaduke, e di sei discendenti del figlio di Giacca Blu, George Blue Jacket. Il DNA delle due famiglie non corrispondeva, per cui lo studio concluse che «a meno di dubbi sulla reale paternità dell'unico figlio del capo indiano che sopravvisse e generò una discendenza, la teoria del "Giacca Blu con radici caucasiche" non ha un fondamento realistico».